# Leucania indistincta
Leucania indistincta är en fjärilsart som beskrevs av Hugo Theodor Christoph 1887. Leucania indistincta ingår i släktet Leucania och familjen nattflyn. Inga underarter finns listade i Catalogue of Life.